# Coscurita
Coscurita é um município da Espanha na província de Sória, comunidade autónoma de Castela e Leão, de área 54,96 km² com população de 124 habitantes (2006) e densidade populacional de 2,31 hab/km².

## Demografia
| Variação demográfica do município entre 1991 e 2004 | Variação demográfica do município entre 1991 e 2004 | Variação demográfica do município entre 1991 e 2004 | Variação demográfica do município entre 1991 e 2004 |
| --------------------------------------------------- | --------------------------------------------------- | --------------------------------------------------- | --------------------------------------------------- |
| 1991                                                | 1996                                                | 2001                                                | 2004                                                |
| 180                                                 | 163                                                 | 135                                                 | 127                                                 |